# Strażnica KOP „Suła”

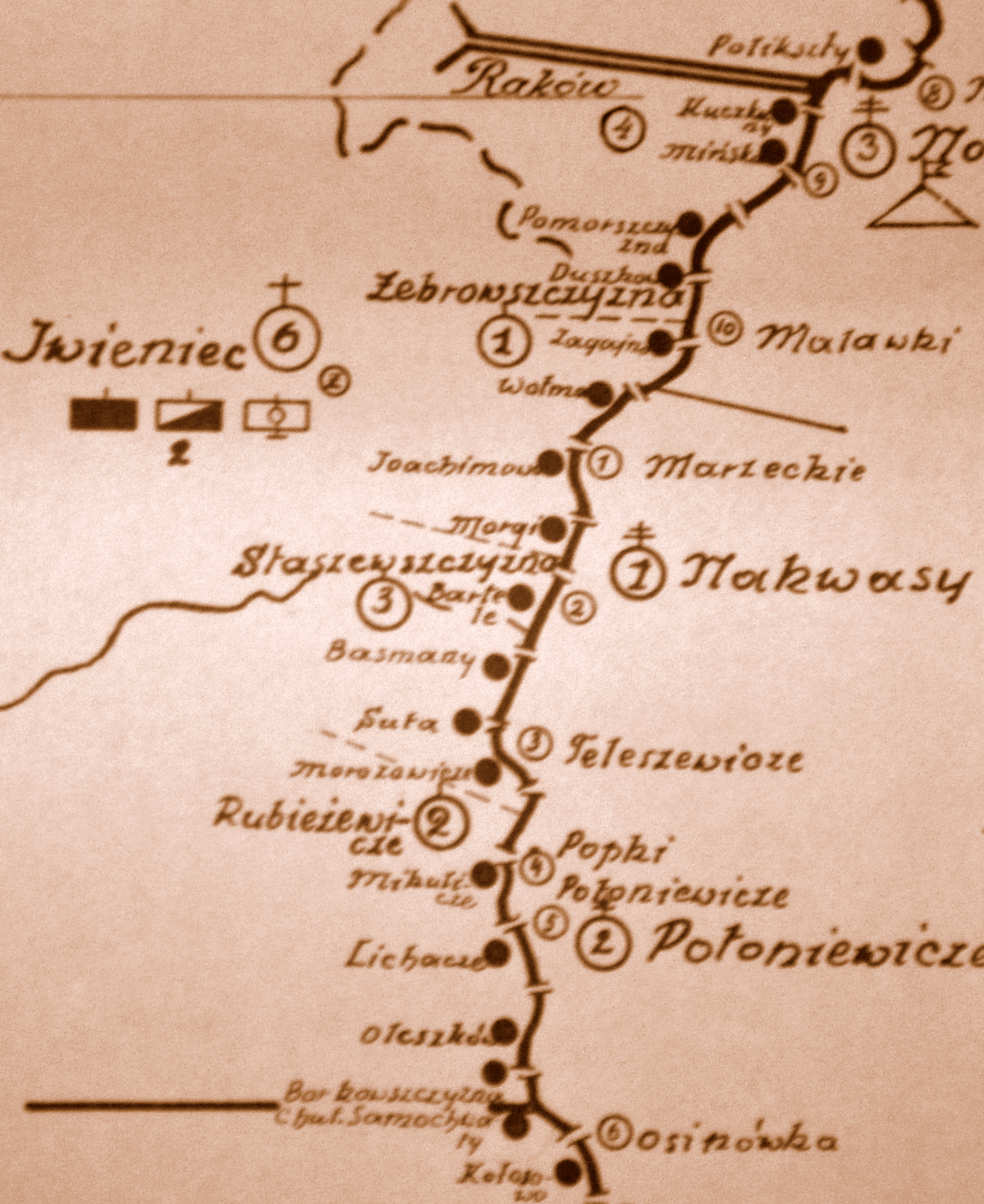
Rozmieszczenie batalionu KOP „Iwieniec” w 1931

Strażnica KOP „Suła” – zasadnicza jednostka organizacyjna Korpusu Ochrony Pogranicza pełniąca służbę ochronną na granicy polsko-sowieckiej.

## Formowanie i zmiany organizacyjne
W 1924, w składzie 2 Brygady Ochrony Pogranicza, został sformowany 8 batalion graniczny. W 1928 w skład batalionu wchodziło 13 strażnic. Strażnica KOP „Suła” w latach 1928 – 1932 znajdowała się w strukturze 3 kompanii KOP „Stasiewszczyzna” . Strażnica „Suła” zlikwidowana została z dniem 1 grudnia 1934, a jej odcinek rozdysponowany został pomiędzy sąsiednie strażnice. Strażnica liczyła około 18 żołnierzy i rozmieszczona była przy linii granicznej z zadaniem bezpośredniej ochrony granicy państwowej.
W 1930 strażnicy nadano imię mjr. Waleriana Łukasińskiego.
W 1932 obsada strażnicy zakwaterowana była w budynku prywatnym.

## Służba graniczna
Podstawową jednostką taktyczną Korpusu Ochrony Pogranicza przeznaczoną do pełnienia służby ochronnej był batalion graniczny. Odcinek batalionu dzielił się na pododcinki kompanii, a te z kolei na pododcinki strażnic, które były „zasadniczymi jednostkami pełniącymi służbę ochronną”, w sile półplutonu. Służba ochronna pełniona była systemem zmiennym, polegającym na stałym patrolowaniu strefy nadgranicznej, wystawianiu posterunków alarmowych, obserwacyjnych i kontrolnych stałych, patrolowaniu i organizowaniu zasadzek w miejscach rozpoznanych jako niebezpieczne, kontrolowaniu dokumentów i zatrzymywaniu osób podejrzanych, a także utrzymywaniu ścisłej łączności między oddziałami i władzami administracyjnymi. Strażnice KOP stanowiły pierwszy rzut ugrupowania kordonowego Korpusu Ochrony Pogranicza.
Strażnica KOP „Suła” w 1932 ochraniała pododcinek granicy państwowej szerokości 3 kilometrów 510 metrów od słupa granicznego nr 713 do 718.
Sąsiednie strażnice:
- Strażnica KOP „Basmany” ⇔ Strażnica KOP „Morozowicze” - 1928[2], 1929[3], 1931[4] , 1932[5]